# Arget (Sauerlach)
Arget, früher auch Argeth, ist ein Ortsteil der oberbayerischen Gemeinde Sauerlach im Landkreis München und eine Gemarkung.

## Geografie

### Lage
Das Pfarrdorf liegt auf der Münchner Schotterebene in einer Rodungsinsel im Hofoldinger Forst.

### Nachbarorte
Der Ortsteil Arget bildet die Südgrenze der Gemeinde Sauerlach und grenzt dort somit an die Gemeinde Otterfing und deren Ortsteil Wettlkam. Im Westen von Arget befindet sich die Einöde Gumpertsham, ebenfalls ein Ortsteil Sauerlachs, im Norden schließt sich unmittelbar der Ortsteil Lochhofen an. Die Ortsmitte befindet sich etwa vier Kilometer von Sauerlach entfernt in einer Höhe von 652,3 Metern.

### Gemarkung
Auf der Gemarkung Arget liegen Arget, Brand, Grafing, Gumpertsham und Lochhofen.

## Geschichte

### Bis zur Gemeindegründung
Alte Befestigungsanlagen nordwestlich von Gumpertsham aus der Zeit um 500 vor Christus zeugen von einer Besiedlung der Umgebung durch die Kelten.
In früherer Zeit trug die Siedlung Arget den Namen Aragartin. Einer Auffassung zufolge geht dieser Name auf mögliche römische Kultstätten zurück:
- Ar, Ares = griechischer Gott des Krieges
- gartin = bei den Häusern

Demnach bedeutet Aragatin „Bei den Häusern beim Heiligtum des Ares“. Wahrscheinlicher erscheint jedoch eine Ableitung von aus dem althochdeutschen Aragatin (= pflügbarer Ackerboden). So wandelte sich der Ortsname von Aragartin oder Aragartun (um 1044) in Aragarten (zwischen 960 und 1125), Aregarten (um 1150), Argarten (um 1050 sowie im 12. Jahrhundert), Argate (um 1170), Argat (im 13. Jahrhundert) und schließlich in Argeth oder Arget. Was die Bedeutung anbelangt, hat gart(o) ursprünglich eine Umhebung bzw. Einzäunung bezeichnet. Somit ist unter Aragartin ein der Beackerung unterworfenes, umzäuntes Gebiet zu verstehen. Bei Aragartin handelt es nachweislich um den heutigen Garnerhof, einem ehemaligen Sedelhof nahe der katholischen Pfarrkirche St. Michael.
Erstmals erwähnt wird der Name Aragartin bzw. Arget in einer Urkunde des Klosters Freising vom 28. April 851. Diese bezeugt einen Tausch zwischen Bischof Erchanbert von Freising und dem Edlen Uuolfolt (Wolfolt):

„Dedit itaque predictus episcopus ex ratione ecclesiae suae una cum consensu et conhibentia canonicorum sive monachorum aliorumque fidelium in ipsa ecclesia degentium eidem homini ad proprietatem habendam in loco qui dicitur Aragartin tantum quantum ipse reconpensavit.“

„Deshalb hat der genannte Bischof aus dem Vermögen seiner Kirche in Übereinstimmung und Einigkeit mit seinen Domherren und den anderen Mönchen und selbst treu im Glauben an die Kirche, seine Besitztümer in dem Ort, der Aragartin genannt wird, an jenen dort lebenden Menschen gegen einen Ausgleich gegeben.“

Der Bischof gab seinen Besitz in Aragartin an Wolfolt und erhielt dafür dessen Besitz zu Nörting (heute: Gemeinde Kirchdorf an der Amper im Landkreis Freising) und Uotilineigan. Wohl besaßen auch die Grafen von Ebersberg einigen Grundbesitz in der Gegend um Arget. 1160 übertrug Graf Berthold III. dem Benediktiner Stift Admont in der Steiermark u. a. Grundstücke in Arget und Lochhofen.
Kirchlich gehörte Arget bis etwa 1315 zur Pfarrei Oberhaching. Not und Zerstörungen brachten die Zeiten der Ungarneinfälle und gegen Ende des Dreißigjährigen Krieges 1634, als die Schweden brandschatzend durch die Gegend zogen. Die meisten Bauernhäuser in den Ortsteilen Oberham und Niederham wurden angezündet und brannten vollständig nieder. Die Pest raffte zudem viele der Bewohner dahin.

### Die Gemeinde Arget
Die politische Gemeinde Arget entstand im Zuge der Verwaltungsreformen im Königreich Bayern in den Jahren zwischen 1808 und 1818 aus den einzelnen Ortschaften Arget, das war der Bereich um die Pfarrkirche, Niederham, Oberham, Lochhofen und Grafing sowie der Einöde Gumpertsham und deckte sich weitgehend mit dem Gebiet des Pfarrsprengels von St. Michael in Arget. Die Gesamtfläche der neugebildeten Gemeinde umfasste ein Gebiet von gut 2100 Hektar. Um diese Zeit zählte man in der bäuerlich geprägten Kommune etwa 350 Menschen, welche in rund 60 Gehöften wohnten. Es waren Bauernfamilien und deren Dienstboten, die ihr Auskommen mit Viehzucht und Milchwirtschaft, Ackerbau und Waldnutzung hatten. Auch einige zur Selbstversorgung im Ort notwendigen Handwerker und Kaufleute mit kleinen Ökonomien gehörten dazu. Ungeachtet der nicht seltenen Unwetter zählte Arget aufgrund des Feldbaus, des Viehstands und dem Holzabbaus aus den umfangreichen Privatwaldungen zu den wohlhabenderen Gemeinden Oberbayerns.
Im Gegensatz zur damaligen Nachbargemeinde Sauerlach, die von unmittelbaren Kriegszerstörungen weitestgehend verschont blieb, hat die eigentlich abgelegene Gemeinde Arget relativ schwer unter dem Zweiten Weltkrieg gelitten. Am 12. Juli 1944 hat ein Verband der United States Army Air Forces mittags gegen 13 Uhr, wahrscheinlich im Notwurf, etwa 100 Spreng- und über 2000 Brandbomben über dem Gemeindegebiet abgeworfen. Zwar kam es glücklicherweise zu keinen Personenschäden, jedoch brannten fünf Anwesen ganz oder zum Teil aus, während auf den Feldern und Waldungen etliche Sprengtrichter entstanden.
Die politische Gemeinde Arget bestand bis zur Gebietsreform in Bayern am 1. Mai 1978 aus folgenden fünf amtlich benannten Ortsteilen:
- Arget (bestehend aus Arget selbst, Oberham und Niederham)
- Brand
- Grafing
- Gumpertsham
- Lochhofen

Bevölkerungsstruktur und Einwohnerzahl, bis 1945 noch knapp unter 500, veränderte sich nur sehr langsam. Erst nach dem Zweiten Weltkrieg stieg die Zahl der Bewohner durch den Zuzug von Heimatvertriebenen und Flüchtlingen schnell an. So wohnten 1946 etwa 700 Menschen im Gemeindebereich.
Im Jahr 1971 wurde dem Argeter Altbürgermeister Josef Huber (* 1901; † 13. Februar 1989) für seine Verdienste um die öffentlichen Belange die Ehrenbürgerwürde der Gemeinde verliehen.

### Wandel durch die Gemeindegebietsreform
Wirtschaftswachstum, zunehmende Mobilität in der Nachkriegszeit und die Entscheidung gegen den Bau des neuen Münchner Großflughafens im Hofoldinger Forst, Ende der sechziger Jahre, bringen auch für Arget seit fünf Jahrzehnten einen erheblichen Einwohnerzuwachs. Im Jahre 1972 kommt die Gemeinde verwaltungsrechtlich vom Landkreis Wolfratshausen in den Landkreis München. Am 1. Mai 1978 wird die Eigenständigkeit aufgelöst und die gesamte Altgemeinde mit den Gemeindeteilen Arget, Brand, Grafing, Gumpertsham und Lochhofen der Gemeinde Sauerlach zugeschlagen. Letzter Bürgermeister der Gemeinde Arget war Josef Kalhofer (CSU), der anschließend von 1978 bis 1987 Bürgermeister der neuen Großgemeinde Sauerlach war.

## Infrastruktur

### Struktur
Das Dorf war bis Ende des 20. Jahrhunderts noch landwirtschaftlich geprägt, entwickelt sich aber seit mehr als einem Jahrzehnt nachhaltig zu einem Wohnort mit Eigenheimstruktur. Geschäfte und andere Einrichtungen für die tägliche Grundversorgung sind in Arget nicht mehr vorhanden. Allerdings existiert noch immer ein großer Landgasthof, mehrere Handwerksbetriebe und Dienstleister, sowie zwei Kindergärten.

### Verkehr
Arget liegt am Verlauf der alten Verbindungsstraße von München nach Bad Tölz. Die heutige Staatsstraße 2573 (früher: Bundesstraße 13) führt etwa 300 Meter östlich des Ortsrands vorbei. Die Buslinien 223 und 226 verbinden Arget mit Sauerlach bzw. Deisenhofen und insbesondere dem Sauerlacher Bahnhof. Damit ist Arget auch an das Netz des Münchner Verkehrs- und Tarifverbunds angeschlossen. Arget liegt im MVV-Ring acht und hat drei Bushaltestellen: Finkenweg, Oberhamer Straße, Holzkirchner Straße.
| Linie | Verlauf |
| ----- | --- |
| 223   | Sauerlach (Bahnhof) – Sauerlach, Martinstraße – Grafing – Lochhofen, Bavariastraße – Lochhofen, Michelistraße – Arget, Finkenweg – Arget, Oberhamer Straße – Arget, Holzkirchner Straße – Lochhofen, Abzw. – Grafing, Neubauerweg – Sauerlach, Martinstraße – Sauerlach (Bahnhof), Sauerlach, Schule – Sauerlach, Ludwig-Bölkow-Straße – Sauerlach, Robert-Bosch-Straße – Sauerlach, Mühlweg |

### Bildungseinrichtungen
Die evangelische Kirchengemeinde Holzkirchen unterhält in Arget einen integrativen Kindergarten. Auch gibt es vor Ort einen Montessori-Kindergarten.

## Sehenswürdigkeiten
Die Ortschaft hat sich seinen ländlich-dörflichen Charakter weitgehend erhalten können. Auch gilt Arget als das letzte vollständig erhaltene Straßendorf im Landkreis München. Das Bayerische Landesamt für Denkmalpflege hat die historischen Gebäude deshalb unter Ensembleschutz gestellt. Folglich finden sich im Ort noch einige für das Voralpenland typische Bauernanwesen, etwa den Einfirsthof Beim Ertl aus dem 17. Jahrhundert oder das Bauernhaus Beim Huber.

### Heimatmuseum Sauerlach in Arget

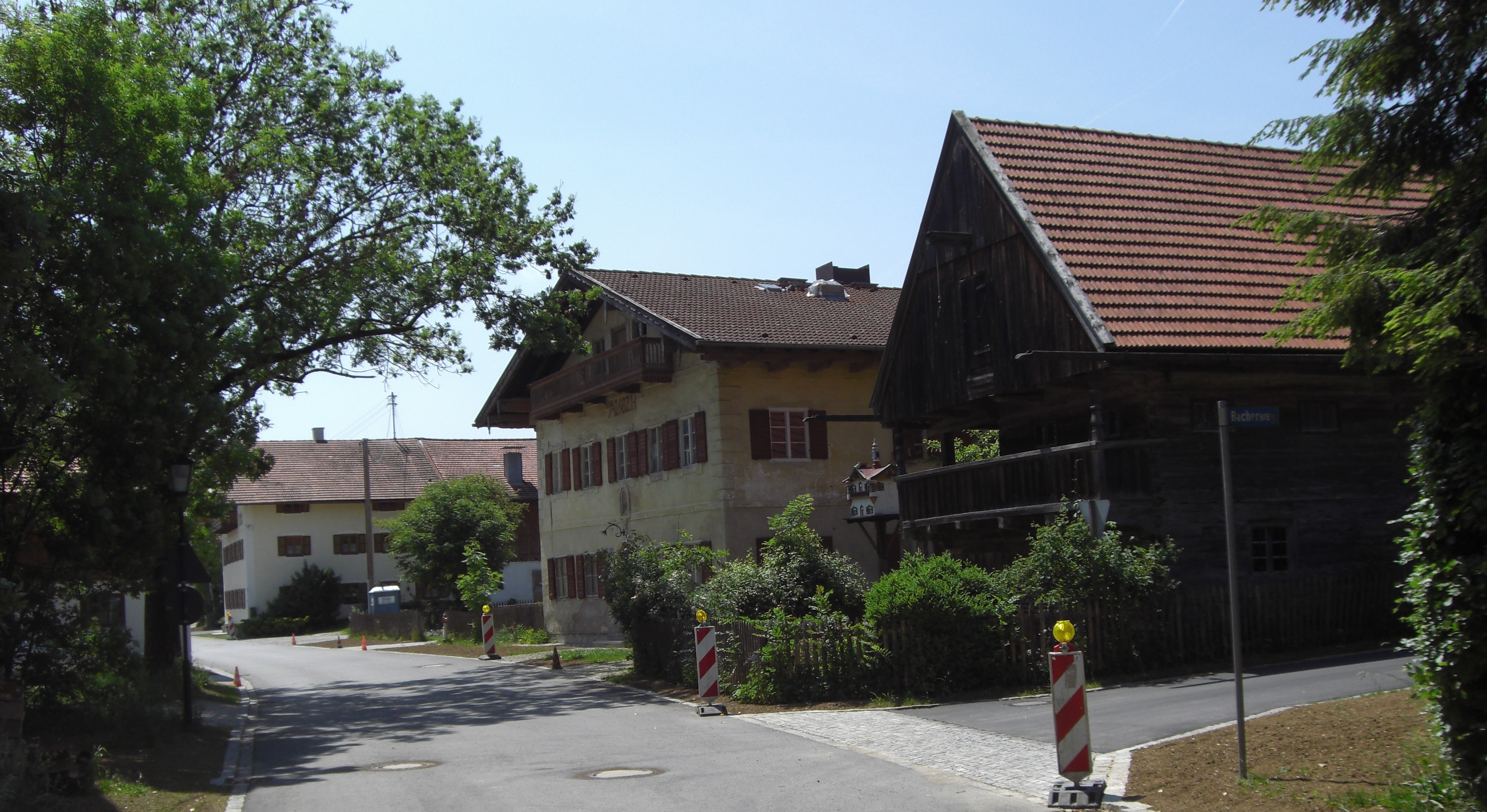
Heimatmuseum Sauerlach in Arget

Auf dem Gelände des ehemaligen Pfarrhofes ist seit 1990 ein Heimatmuseum entstanden. Es umfasst mittlerweile drei Gebäude: Den Troadkastn, ein Holz-Blockbau aus dem Jahre 1667 sowie das Pfarrhofgebäude, das 1682 gebaut wurde. Es ist das älteste noch vollständig erhaltene Ziegelbauwerk im Ort. Das dritte Ausstellungsgebäude ist seit 2009 der Bundwerkstadel. Alle Museumsgebäude stehen unter Denkmalschutz. Das Museum für bäuerliche Kultur und Handwerk wird von einem Förderverein betrieben.

### Katholische Pfarrkirche St. Michael
Wahrzeichen von Arget ist die gotische Pfarrkirche St. Michael. Das heutige Kirchengebäude ist Anfang des 16. Jahrhunderts auf den Fundamenten eines romanischen Vorgängerbaus von 1315 errichtet worden. Im Jahr 1686 wurde die Kirche barockisiert. Die bedeutenden Hochaltarfiguren der Heiligen Cosmas und Damian von 1775 stammen von Ignaz Günther und gelten als seine letzten Werke.

### Kapelle St. Corona
Der Heiligen Corona ist die ehemalige römisch-katholische Wallfahrtskapelle in Arget geweiht. Die kleine, gerade schließende Wallfahrtskapelle mit Walmdach und Dachreiter stammt aus dem Jahr 1820. Bis 2017 gab es einen jährlichen Bittgang dorthin.

### Friedenseiche
Am ehemaligen Argeter Schulhaus steht eine sogenannte Friedenseiche. Sie wurde am 1. Juli 1871 im Rahmen einer feierlichen Zeremonie von der damaligen Schuljugend unter Lehrer Georg Winsauer gesetzt und erinnert an den Friedensschluss zwischen Deutschland und Frankreich nach dem Deutsch-Französischen Krieg der Jahre 1870 und 1871.

## Kultur
Eine Vielzahl von Vereinen bewahrt eine gewisse Eigenständigkeit des Orts. So finden sich neben der Freiwilligen Feuerwehr und dem Schützenverein auch ein Burschenverein, der Trachtenverein Mesnerbergler, ein Veteranen- und Kriegerverein, der Sportverein Arget sowie der Blasmusikverein und ein Männerchor.